# Albrecht Frister
Albrecht Frister (* 12. Januar 1933 in Ochenbruck; † 20. Januar 2022 ebenda) war ein deutscher Politiker (SPD).
Frister besuchte die Volksschule und die Oberrealschule und schloss seine Schullaufbahn 1950 mit der mittleren Reife ab. Nach einer Ausbildung zum Verwaltungsangestellten beim Arbeitsamt in Nürnberg arbeitete er zunächst als Sachbearbeiter unter anderem in der Versicherungsabteilung der Arbeitsämter in Nürnberg und Neumarkt in der Oberpfalz. Nach einer Prüfung für den gehobenen Dienst wechselte er 1962 zur Gemeinde Schwarzenbruck.
1960 begann Frister, politisch aktiv zu sein. Er wurde Mitglied des Gemeinderats von Schwarzenbruck und des Kreistags des Landkreises Nürnberg. 1966 wurde er Bürgermeister seiner Heimatgemeinde. Nach der Kreisreform zog er in den Kreistag des neuen Landkreises Nürnberger Land ein. 1990 wurde er erster Vizepräsident des Bayerischen Gemeindetags. All diese Ämter führte er bis 1996 aus, seitdem war er Altbürgermeister der Gemeinde Schwarzenbruck. Von 1994 bis 1997 gehörte er dem Bayerischen Senat für die Gemeinden und Gemeindeverbände an.
Er war auch Gründer des lokalen Historienverein Chronik-Gruppe Schwarzenbruck.

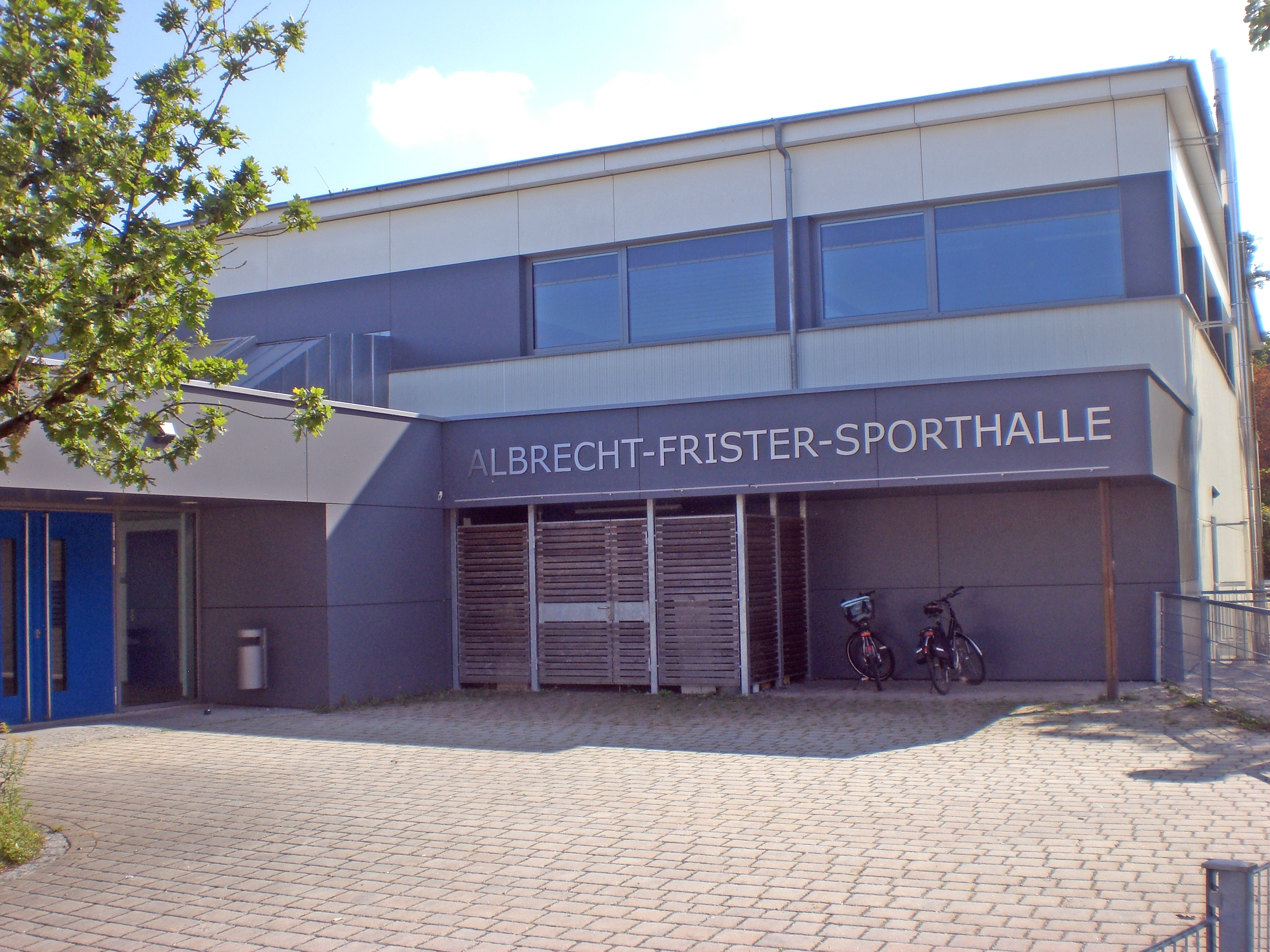
Albrecht-Frister-Sporthalle

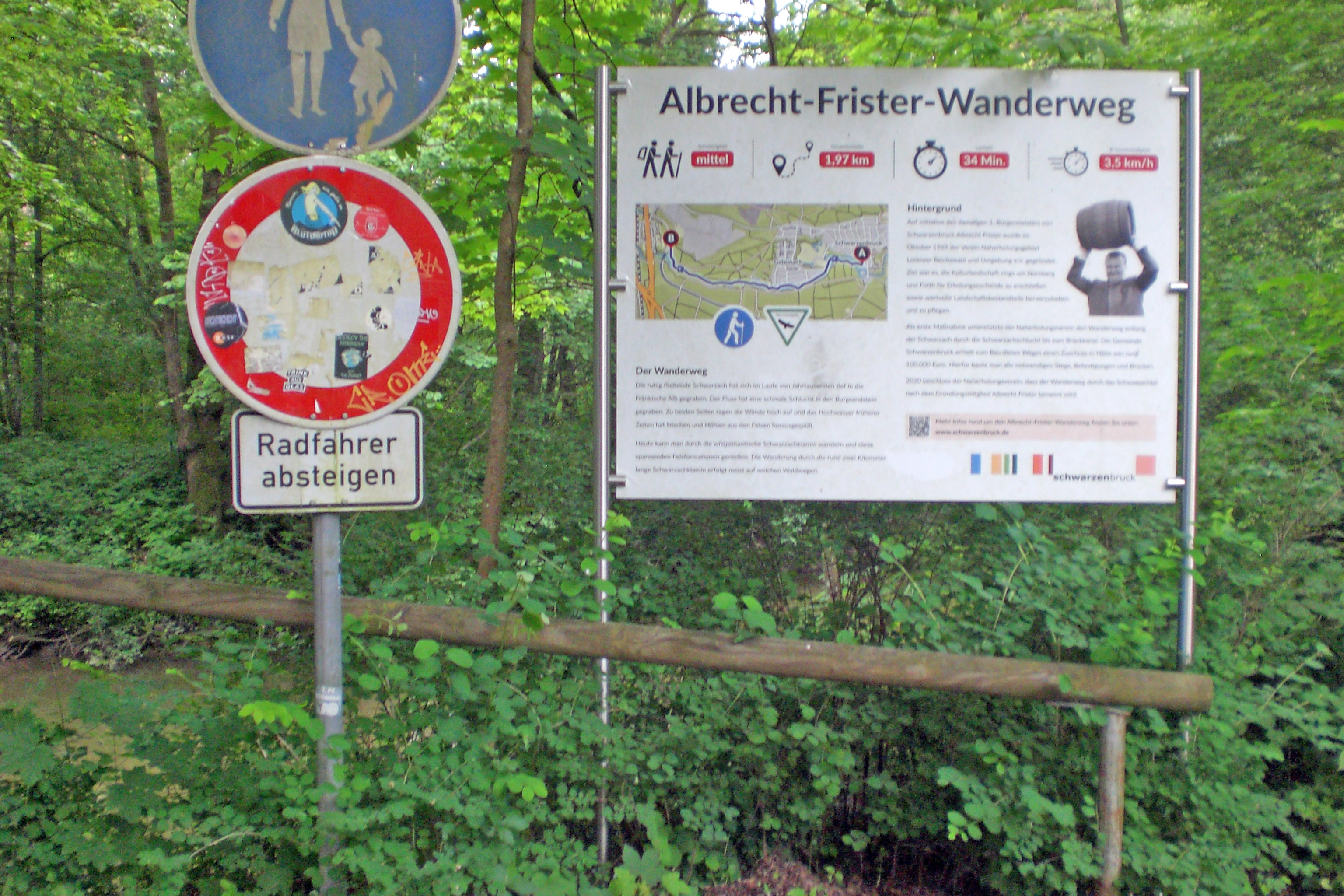
Wandertafel Albrecht-Frister-Wanderweg bei Gsteinach (2024)

Frister ist Ehrenbürger von Schwarzenbruck. Nach ihm sind ein Wanderweg durch das Schwarzachtal und die Multifunktionshalle in Schwarzenbruck benannt.
Er verstarb am 20. Januar 2022 im Alter von 89 Jahren in seinem Geburts- und Wohnort Ochenbruck.